# David Stewart (politikus)
David Stewart (Baltimore, 1800. szeptember 13. – Baltimore, 1858. január 5.) az Amerikai Egyesült Államok szenátora (Maryland, 1849–1850).